# Effetto pizza
Nella scienza delle religioni e in sociologia, l'effetto pizza è il fenomeno per cui elementi della cultura di una nazione o di un popolo vengono trasformati, o abbracciati più pienamente altrove, e successivamente reimportati nella loro cultura di origine, o più in generale il modo in cui la comprensione di sé di una comunità è influenzata, imposta o importata da fonti straniere.
Sebbene ci si riferisca a tale fenomeno anche usando termini quali "ciclo di feedback ermeneutico", "re-inculturazione" e "auto-orientamento", la locuzione "effetto pizza" fu coniata da Agehananda Bharati, monaco indù di origine austriaca e docente di antropologia all'Università di Syracuse, che nel 1970 scrisse:
(Agehananda Bharati, The Hindu Renaissance and its Apologetic Patterns)
In realtà, la storia della pizza è lunga, complessa e incerta, pertanto la ricostruzione effettuata da Bharati è da prendersi con le pinze; a prescindere dalla sua attendibilità, però, l'origine della locuzione "effetto pizza" non è messa in dubbio.

## Esempi

### Significato originale
Gli esempi originali forniti da Bharati avevano principalmente a che fare con popolarità e status:
- I film della trilogia di Apu di Satyajit Ray, che furono un flop in India prima di essere premiati nei paesi occidentali e rivalutati come classici del cinema indiano;[6]
- La popolarità in India di movimenti come quelli di Maharishi Mahesh Yogi e della ISKCON in base alla loro popolarità in Occidente;[6]
- La popolarità dello yoga posturale in India, diversi guru e alcuni altri sistemi e insegnamenti indiani che seguono la loro popolarità in Occidente;[7]
- Lo status elevato della Bhagavad Gita nell'induismo, dove, sebbene sia sempre stata molto apprezzata, ha acquisito il suo attuale rilievo solo in seguito ai tentativi occidentali di identificare un'unica "Bibbia indù" canonica.[4]

### Accezioni contemporanee

#### Buddismo
I fondatori della Società Teosofica, Helena Blavatsky e Henry Steel Olcott, furono influenzati dalle religioni orientali, quindi stabilirono il loro quartier generale ad Adyar, da dove diffusero le loro opinioni all'interno dell'India.
Allo stesso modo, il modernismo buddista o "Buddismo protestante" è stato sviluppato da occidentali che, secondo lo studioso Stephen Jenkins, "lo scambiarono per un prodotto indigeno dello Sri Lanka", e a loro volta influenzarono il buddista cingalese Anagarika Dharmapala, che, insieme alla Società Teosofica, è stato determinante nella diffusione del buddismo sia in India che in Occidente.
Secondo lo studioso Kim Knott, il Mahatma Gandhi "non era molto interessato alla religione fino a quando non andò a Londra per studiare legge, dove studiò la Bhagavad Gita in inglese nella traduzione di Sir Edwin Arnold, e questo influenzò profondamente la sua visione spirituale".
L'influenza delle traduzioni della britannica Pali Text Society sul buddismo dell'Asia meridionale.

#### Messico
La cultura Cholo è un'invenzione dei Chicano in California, in particolare a Los Angeles. Oggi, la moda dei Cholo si sta facendo strada in Messico in una forma reinterpretata.
La parata del Giorno dei Morti a Città del Messico è stata ispirata da un evento nel film Spectre, che era un elemento di fantasia quando il film è stato prodotto.

#### Irlanda
La festa di San Patrizio, e le sfilate ad essa associate, furono organizzati per la prima volta da irlandesi americani; infatti, a Dublino non si tenne una parata per il giorno di San Patrizio fino al 1931. Il revival della musica tradizionale irlandese degli anni '60 e '70 fu parzialmente avviato in America. Il leprecauno è una figura molto minore nel mito e nel folklore irlandese, sono stati resi popolari nell'America irlandese e in Irlanda sono presenti solo in contesti turistici, come nei negozi di souvenir e al Museo nazionale del leprecauno.
La creazione di jack-o'-lantern dalle rape (rutabaga) era un'usanza di Halloween in Irlanda e in alcune parti della Gran Bretagna. Gli immigrati irlandesi hanno portato questa tradizione con loro negli Stati Uniti e l'hanno adattata utilizzando zucche autoctone invece delle rape. Col tempo, le zucche vennero utilizzate al posto delle rape per creare jack-o'-lantern anche in Irlanda e Gran Bretagna.

#### Islam
Il pensiero religioso di Ibn Rushd (Averroè) fu ripreso dagli europei del XIX secolo come Ernest Renan e riguadagnò così popolarità durante la Nahda, il rinascimento islamico.
L'analista Mark Sedgwick ha scritto che il terrorismo islamista, e in particolare gli attentati suicidi, possono essere visti come esempi, iniziando come interpretazioni isolate del concetto di shahid, o martirio, per poi essere riesportati nel grande mondo musulmano.

#### India
Lo studioso David Miller ha scritto che gli occidentali erano responsabili del "rinnovato interesse per i quattro Veda e le Upanishad, come testi in sé, prescindendo dall'infinita quantità di commenti che sono stati scritti dagli indiani per interpretare e sistematizzare quei testi", e che a causa di questo interesse, "gli studiosi indiani hanno anche servito quel menu, spesso in modo meno appetitoso rispetto alle loro controparti occidentali. Così facendo hanno perso la forza vitale o l'essenza delle tradizioni etiche indiane."
Il pollo al curry, un piatto creato in Gran Bretagna, era basato sulla cucina indiana, che divenne successivamente popolare in India.

#### Altri esempi
Il teppanyaki, uno stile di cucina creato in Giappone ma di influenza occidentale, popolare negli Stati Uniti.
La musica salsa: le prime band di salsa erano principalmente portoricani che si trasferirono a New York negli anni '30.
James St. André ha scritto che in Cina il romanzo Haoqiu zhuan era originariamente "considerato narrativa di second'ordine e rischiava di essere completamente dimenticato con i cambiamenti nel gusto letterario all'inizio del Novecento".  Ha affermato che il fatto che ci fosse stato interesse a tradurre il romanzo in inglese "ha dato vita e fama" a Haoqiu zhuan e quindi ha influenzato la sua posizione in Cina.

### Varianti
Lo studioso Jørn Borup ha scritto di un "effetto pizza invertito", quando la modifica di un'altra cultura da parte di una società viene ulteriormente modificata da quella stessa società, come i filosofi europei tra cui Martin Heidegger "sembrano essere stati significativamente ispirati dal pensiero orientale - un pensiero stesso presentato attraverso occhi "protestanti" o occidentali. Questa trasformazione non è naturalmente un fenomeno unico negli studi religiosi, dove interpretazioni, reinterpretazioni e invenzioni sono viste come caratteristiche comuni della religione."
Stephen Jenkins ha notato che il fenomeno del feedback potrebbe continuare; nel caso della pizza, ha scritto che il ritorno della pizza in Italia ha influenzato ancora una volta la cucina americana: "I turisti americani amanti della pizza, andando in Italia a milioni, cercavano l'autentica pizza italiana. Gli italiani, rispondendo a questa domanda, hanno sviluppato pizzerie per soddisfare le aspettative americane. Felici della loro scoperta della pizza italiana "autentica", gli americani hanno successivamente sviluppato catene di pizzerie italiane "autentiche" con forno a legna. Quindi, gli americani hanno incontrato il proprio riflesso nell'altro e ne sono rimasti deliziati."
Il chitarrista Jim Douglas, che conosceva la tesi di Bharati, la applicò alla musica blues originaria degli Stati Uniti prima del 1960. La musica di artisti afroamericani come Robert Johnson, Muddy Waters, ecc. è arrivata in Inghilterra, dove è stata accolta da musicisti rock. Poi, questo blues riconfezionato alla fine degli anni '60 tornò negli Stati Uniti presentato da Rolling Stones, Cream, Led Zeppelin e altri, dove fu abbracciato dagli americani (che non avevano mai sentito parlare di Robert Johnson e degli altri artisti dello stesso genere). Più tardi, alcuni di questi americani scoprirono le radici del blues-rock britannico nelle registrazioni degli artisti blues americani originali. Alcuni di coloro che sono stati influenzati da questa invasione britannica hanno continuato a formare gruppi garage rock, che in seguito hanno influenzato la prima ondata di musica punk nel Regno Unito.